# 3747 Бєлінський
3747 Бєлінський (3747 Belinskij) — астероїд головного поясу, відкритий 5 листопада 1975 року.
Тіссеранів параметр щодо Юпітера — 3,048.